# Меликсетян, Григор Вачеевич
Григо́рий Ваче́евич Меликсетя́н (арм. Գրիգոր Վաչեի Մելիքսեթյան; 18 августа 1986, Ереван, Армянская ССР, СССР) — армянский футболист, вратарь.

## Клубная карьера
Григорий Меликсетян является воспитанником футбольной школы «Пюник». Уже с 2008 года он являлся главным стражем ворот ереванского клуба. Играть в стане чемпионов Армении Меликсетян начал с 2007 года. После сезона 2008 года стал самым надёжным вратарём. На протяжении чемпионата 2009 года выступал стабильно, редко когда главный тренер «Пюника» — Вардан Минасян пользовался услугами второго голкипера Эдварда Оганесяна. Однако в концовке сезона Оганесян стал показывать взрослую игру и более надёжно стоять в воротах. Таким образом Меликсетяну пришлось уступить пост номер один своему коллеге по клубу и сопернику за место в основе.
Роль дублёра Меликсетяну не прижилась и в начале 2010 года начал искать новый клуб. Меликсетяна ждал иранский клуб «Дамаш», с которым футболист намеревался заключить контракт. Но из-за расхождений в условиях переход не состоялся. Тем не менее, чтобы не потерять физическую форму Меликсетян проводил тренировочные занятия в дилижанском «Импульсе». Тесные связи в момент тренировок подействовали на будущее место пребывание в профессиональной жизни футболиста и в феврале был подписан контракт с «Импульсом», который в начале года уже приобрёл двух высококвалифицированных голкиперов — Феликса Акопяна и Маиса Азизяна. Первый официальный матч в составе «Импульса» провёл 23 марта 2010 года в Кубке Армении против «Пюника», в котором команда проиграла с минимальным счётом — 0:1. Ввиду высокой конкуренции в «Импульсе» вынужден был искать новый клуб.
В итоге в летнее трансферное окно перешёл в капанский «Гандзасар». Не сыграв и матча, уехал в Иран, где подписал контракт с клубом «Мес». Следующий сезон начал в другом иранском коллективе «Пайкан».
В 2013 году вернулся в Армению и играл за «Арарат». С июля 2014 года в «Гандзасаре» (Капан).

## Карьера в сборной
Выступал в молодёжной сборной Армении, сыграл за неё 7 матчей.
В январе 2012 года Меликсетян был приглашён в сборную Армении для участия в февральских товарищеских матчах на Кипре. 28 февраля дебютировал за Сборную Армении в матче против Сборной Сербии. Первый матч для Меликсетяна вышел комом, так как игра закончилась поражением армянской команды 0:2. В первом случае мяч влетел в ворота после отбивания Меликсетяном. Во втором Меликсетян после удара соперником не зафиксировал мяч в руках.
| № | Дата            | Оппонент | Счёт | Голы Меликсетяна | Соревнование      |
| 1 | 28 февраля 2012 | Сербия   | 0:2  | −2               | Товарищеский матч |

Итого: 1 матч / -2 голов; 0 побед, 0 ничьих, 1 поражение.
(откорректировано по состоянию на 28 февраля 2012 года)

## Достижения

### Командные достижения
«Пюник»
- Чемпион Армении (3): 2007, 2008, 2009
- Обладатель Кубка Армении: 2009
- Обладатель Суперкубка Армении (2): 2007, 2008